# Atletica leggera ai Giochi della XXX Olimpiade - 110 metri ostacoli

Video ufficiale della Finale

Ai Giochi della XXX Olimpiade, la competizione dei 110 metri ostacoli si è svolta dal 7 all'8 agosto presso lo Stadio Olimpico di Londra.

## Presenze ed assenze dei campioni in carica
Per i campionati europei si considera l'edizione del 2010.
| Competizione         | Atleta              | Prestazione | Londra 2012 |
| -------------------- | ------------------- | ----------- | ----------- |
| Olimpiadi 2008       | Dayron Robles       | 12”93       | Presente    |
| Commonwealth 2010    | Andrew Turner       | 13”38       | Presente    |
| Europei 2010         | Andrew Turner       | 13”28       | Presente    |
| Asiatici 2010        | Liu Xiang           | 13”09       | Presente    |
| Panamericani 2011    | Dayron Robles       | 13”10       | Presente    |
| Africani 2011        | Othmane Hadj Lazib  | 13”48       | Assente     |
| Mondiali 2011        | Jason Richardson    | 13”16       | Presente    |
|                      |                     |             |             |
| Mondiali junior 2008 | Konstantin Shabanov | 13”27       | Presente    |

## La gara
Anche i 110 ostacoli, come i 100 e i 200 metri, si disputano in tre turni invece di quattro. Dopo le batterie si corrono le semifinali e poi la finale.
Aries Merritt è il più veloce in batteria: vince la quinta serie in 13”07. Nella sesta serie Liu Xiang è sfortunato: in avvio di gara sbatte con il ginocchio della gamba flessa sul primo ostacolo: la caduta è inevitabile.
Merritt si conferma il più veloce anche in semifinale (12”94). Questo tempo eguaglia la miglior prestazione di sempre in un turno di qualificazione ai Giochi. Le altre due serie sono vinte da Jason Richardson e Dayron Robles. Dietro al cubano, Hansle Parchment stabilisce il nuovo record giamaicano con 13”14.
I favoriti per il titolo sono gli statunitensi, dato che il primatista mondiale Robles viene da un infortunio. Anche il cubano è sfortunato: a metà gara sente un riacutizzarsi del dolore e si ferma. Il più forte è Merritt, che vince in 12”92 (a solo un centesimo dal record olimpico) sul compagno di squadra Richardson. Parchment conferma il proprio record giamaicano (13”14) ed è ricompensato con il bronzo.

## Risultati

### Finale
| Primatista mondiale   | 12"87        | Dayron Robles | Presente |
| Primatista stagionale | 12"93 (30/6) | Aries Merritt | Presente |

1. ↑  Record stabilito nel 2008.
2. ↑  Alla data del 20 luglio 2012.

| Pos.    | Corsia | Atleta           | Età | Paese         | Tempo | Note                                                                    |
| ------- | ------ | ---------------- | --- | ------------- | ----- | ----------------------------------------------------------------------- |
| Oro     | 6      | Aries Merritt    | 27  | Stati Uniti   | 12”92 | Miglior prestazione personale · Miglior prestazione mondiale stagionale |
| Argento | 4      | Jason Richardson | 26  | Stati Uniti   | 13”04 |                                                                         |
| Bronzo  | 7      | Hansle Parchment | 22  | Giamaica      | 13”12 | =                                                                       |
| 4       | 2      | Lawrence Clarke  | 22  | Gran Bretagna | 13”39 |                                                                         |
| 5       | 8      | Ryan Brathwaite  | 24  | Barbados      | 13”40 |                                                                         |
| 6       | 9      | Orlando Ortega   | 21  | Cuba          | 13”43 |                                                                         |
| 7       | 3      | Lehann Fourie    | 25  | Sudafrica     | 13”53 |                                                                         |
| -       | 5      | Dayron Robles    | 26  | Cuba          | dnf   |                                                                         |